# Episodi di Firehouse Squadra 23
Questa voce contiene trame, dettagli e crediti dei registi e degli sceneggiatori dell'unica stagione della serie televisiva Firehouse Squadra 23.
Negli Stati Uniti, la serie è andata in onda sulla ABC. L'episodio pilota è stato trasmesso per la prima volta il 2 gennaio 1973. Gli altri episodi sono stati trasmessi dal 17 gennaio all'11 aprile 1974.
In Italia, la serie è andata in onda nel 1982 su Rete 4 a partire dal 4 gennaio.
| nº | Titolo originale          | Titolo italiano                 | Prima TV USA     | Prima TV Italia |
| -- | ------------------------- | ------------------------------- | ---------------- | --------------- |
| -  | Pilot                     |                                 | 2 gennaio 1973   |                 |
| 1  | Burst of Flame            |                                 | 17 gennaio 1974  |                 |
| 2  | Sentenced to Burn         |                                 | 24 gennaio 1974  |                 |
| 3  | The Hottest Place in Town | Il luogo più caldo della città  | 31 gennaio 1974  |                 |
| 4  | Trapped                   |                                 | 7 febbraio 1974  |                 |
| 5  | Implosion                 |                                 | 14 febbraio 1974 |                 |
| 6  | The Treasure              |                                 | 21 febbraio 1974 |                 |
| 7  | Strike, Spare and Burn    |                                 | 28 febbraio 1974 |                 |
| 8  | Tide of Terro             |                                 | 7 marzo 1974     |                 |
| 9  | No Way Out                |                                 | 14 marzo 1974    |                 |
| 10 | A Gift for Grumper        | Un dono per l'ispettore Grumper | 21 marzo 1974    |                 |
| 11 | Randall's Pride           |                                 | 28 marzo 1974    |                 |
| 12 | The Watches of the Nigh   |                                 | 4 aprile 1974    |                 |
| 13 | False Alarm               |                                 | 11 aprile 1974   |                 |